# Biblioteca Conmemorativa Sue Thomson Casey
La Biblioteca Conmemorativa Sue Thomson Casey (Sue Thomson Casey Memorial Library), también conocida como la Biblioteca de Westport y la Biblioteca del Distrito Buller, es una biblioteca del distrito ubicada en Westport en la región de la Costa Oeste de la Isla Sur de Nueva Zelanda.

## Historia

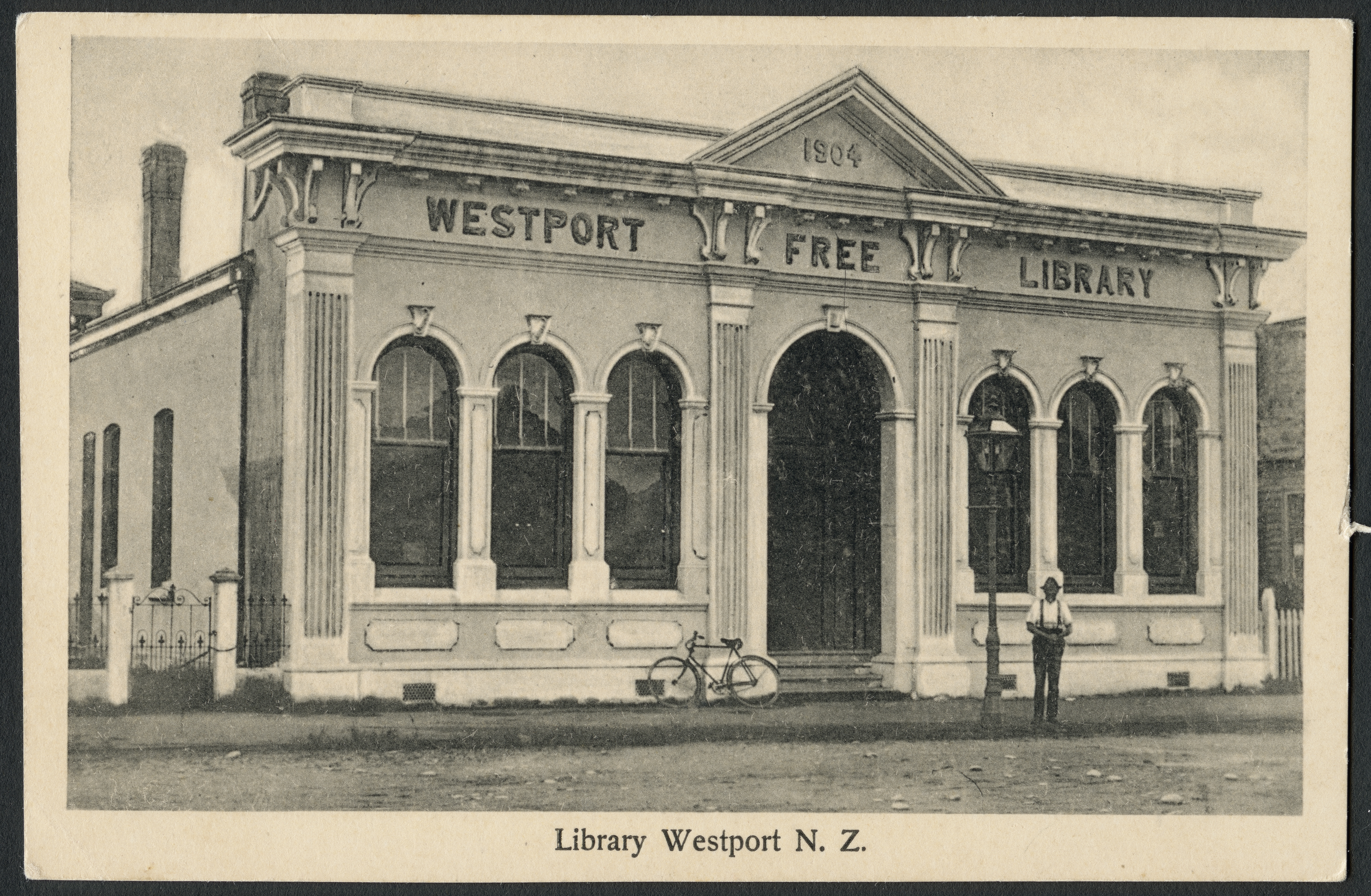
Biblioteca de Westport alrededor de 1910

La biblioteca  original de Westport  (paradero desconocido) fue destruida por un incendio el día de Año Nuevo de 1903, y en enero el Ayuntamiento de Westport hizo un llamamiento a Andrew Carnegie para obtener fondos para reconstruir las salas de lectura y la biblioteca. 
La Biblioteca de Auckland obsequió al Ateneo de Westport con 150 volúmenes en febrero de 1903, presumiblemente para ayudar a reemplazar la colección perdida en el incendio.
En agosto de 1903 se recibió una solicitud de más información, después de lo cual un grupo de agentes inmobiliarios le escribió al Sr. Carnegie proponiendo que Canterbury Hall sería una ubicación adecuada y solicitando actuar como sus agentes en la compra. En octubre, el Consejo recibió la noticia de que el Sr. Carnegie concedió 2000 libras con la condición de que el consejo proporcionara un sitio gratuito para el edificio y recaudara 100 liibras adicionales por año a través de una tasa. El regalo no fue bien recibido por todos, pero la construcción siguió adelante y la nueva biblioteca de ladrillos en Lyndhurst Street se inauguró oficialmente el 23 de diciembre de 1904. 
La colección eventualmente creció demasiado para el edificio Carnegie y se mudó a un nuevo local en Palmerston Street en 2003. El edificio Carnegie ahora es un edificio registrado de Categoría 2.

## Colección

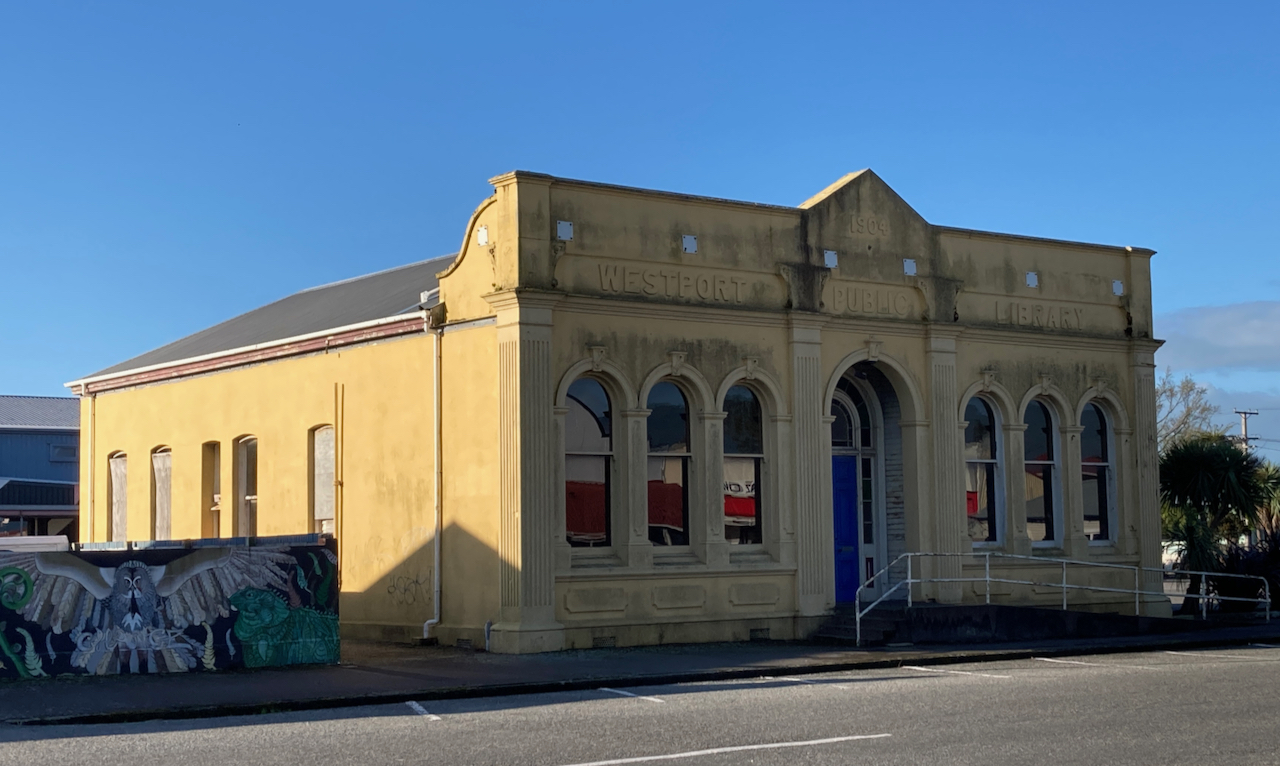
Edificio de la biblioteca Carnegie en 2020

Además de la colección habitual de la biblioteca de libros, periódicos, DVD, una colección de historia local y libros hablados, la biblioteca también presta rompecabezas. La biblioteca dispone de wifi gratuito y realiza clases de informática, grupos de lectura y un programa infantil. 
La membresía de la biblioteca también permite el acceso a la biblioteca del condado de Inangahua en Reefton.
En septiembre de 2019, el Consejo del Distrito de Buller financió una renovación comunitaria de la biblioteca con su Fondo de Revitalización.